# Jean Charles Maurice Grémion
Jean Charles Maurice Grémion, né à Saint-Maur-des-Fossés (Seine) le 19 septembre 1817, décédé à Soissons le 26 décembre 1883, dans sa 67e année est un général français.

## Biographie
Entré à Saint-Cyr en 1837 ; sorti sous-lieutenant en 1839, il parcourut rapidement tous les grades. Il était colonel en 1868 ; il fut fait général le 19 octobre 1870.
Il avait fait les campagnes de Crimée et d'Italie, puis il fit partie de l'armée de Metz en 1870, de celle de Paris en 1871 et se trouvait à la tête d'une brigade versaillaise lors de la Commune de Paris
Général de brigade en retraite, commandeur de la Légion d'honneur.